# Greben’ Island
Greben’ Island (englisch, russisch Остров Гребень Ostrow Greben, deutsch ‚Kamminsel‘) ist eine Insel vor der Küste des Königin-Marie-Lands. In der Gruppe der Haswell-Inseln liegt sie unmittelbar nördlich des östlichen Endes der Haswell-Insel.
Sowjetische Wissenschaftler kartierten sie 1956 und gaben ihr den deskriptiven Namen wegen ihres an einen Gebirgskamm erinnernden Aussehens. Das Advisory Committee on Antarctic Names übertrug die russische Benennung 1961 in angelehnter Form ins Englische.